# Gvada
Gvada (abchazsky Ӷәада, gruzínsky ღვადა – Gvada) je vesnice v Abcházii v okrese Očamčyra. Leží přibližně 23 km severně od okresního města Očamčyra. Obec sousedí na západě s Džgjardou, na východě se Člou, kterou odděluje řeka Kumarča, a na jihu s Kvačarou. Na sever od obce se nachází těžko prostupný horský terén Kodorského hřbetu. Obcí protéká potok Dgamyš.
Oficiálním názvem obce je Vesnický okrsek Gvada (rusky Гвадская сельская администрация, abchazsky Ҕәада ақыҭа ахадара). Za časů Sovětského svazu se okrsek jmenoval Gvadský selsovět (Гвадский сельсовет), ale nejprve byl součástí Džgerdského selsovětu (Джгердский сельсовет).

## Části obce
Součástí Gvady jsou následující části:
- Gvada (Ӷәада)
- Abaažu Achu (Абаажә ахәы)
- Alakumhara (Алакәымҳара)
- Druhý Džirgul / Gvadský Džirgul (Аҩыбатәи Џьырӷәыл / Ҕәада Џьырӷәыл)
- Gvada Adzych (Ӷәада Аӡыхь)
- Gvada Achuca (Ӷәада ахәҵа)

## Historie
Až do druhé poloviny 20. století byla Gvada součástí sousední obce Džgjarda a odjakživa se zdejší abchazské obyvatelstvo věnovalo zemědělství. Ačkoliv nejsou zprávy, že by se válka v letech 1992-1993 této odlehlé podhorské obce nějak zvlášť dotkla, zaznamenala po jejím skončení mohutný odliv obyvatelstva do měst. Zůstali převážně starší lidé a důchodci, kteří již nemohou pracovat, a tak začala obec i polnosti v okolí pustnout. I když byla kolem roku 2012 opravena zdevastovaná silnice vedoucí do obce, stále se nedařilo přilákat zpět mladé lidi, aby obnovili zemědělský význam obce.
V Gvadě se narodil politik a bývalý předseda Abchazského lidového shromáždění (2002-2012) Nugzar Ašuba.

## Obyvatelstvo
Dle nejnovějšího sčítání lidu z roku 2011 je počet obyvatel této obce 371 a jejich složení následovné:
- 366 Abchazů (98,7 %)
- 5 ostatních národností (1,3 %)

Před válkou v Abcházii žilo v obci bez přičleněných vesniček 292 obyvatel a celkově 677 obyvatel. Ve Džgerdském selsovětu v roce 1959 žilo 2077 obyvatel.